# 황사회
황사회(중국어: 黃沙會, 병음: Huang Sha Hui)는 19세기에서 20세기에 걸쳐 북중국에 존재했던 농촌 비밀결사이자 민간종교 집단이다. 천년왕국스러운 생각에 따라 청나라는 물론 그 이후의 중화민국, 일본 제국까지 모두 적대했다. 20세기 상반기에 중국 공산당에 의해 박멸되었다.

## 같이 보기
- 비밀결사